# Prix Jag de Bellouet
Prix Jag de Bellouet är ett montélopp för fyraåriga hingstar och ston som äger rum i december på Hippodrome de Vincennes i Paris i Frankrike. Det är ett Grupp 1-lopp, man måste minst ha sprungit in 54 000 euro för att få starta.
Loppet rids över 2700 meter på stora banan på Vincennes, med voltstart. Den samlade prissumman är 200 000 euro, och 90 000 euro i första pris. Loppet är uppkallad efter monté specialisten Jag de Bellouet.
Vinnaren får en direktplats till Prix de Cornulier.

## Vinnare
| År   | Häst            | Efter          | Kusk                  | Tränare                  | Tid    |
| ---- | --------------- | -------------- | --------------------- | ------------------------ | ------ |
| 2024 | Kalif Landia    | Un Charme Fou  | Benjamin Rochard      | Alexis Philippe Grimault | 1'12"3 |
| 2023 | Joumba de Guez  | Carat Williams | Éric Raffin           | Jean-Michel Bazire       | 1'12"3 |
| 2022 | Idéale du Chêne | Bird Parker    | Paul-Philippe Ploquin | Julien Le Mer            | 1'13"0 |